# Aeroportul Aurillac
Aeroportul Aurillac (IATA: AUR, ICAO: LFLW) este un aeroport din Aurillac, Arondismentul Aurillac, Cantal, Auvergne-Ron-Alpi, Franța metropolitană, Franța ce deservește zona Aurillac. Aeroportul a fost tranzitat în 2022 de 32.777 de pasageri. A fost numit după zona deservită.
Situat la o altitudine de 639 m, aeroportul dispune de o singură pistă.